# Virgen dorada de Essen

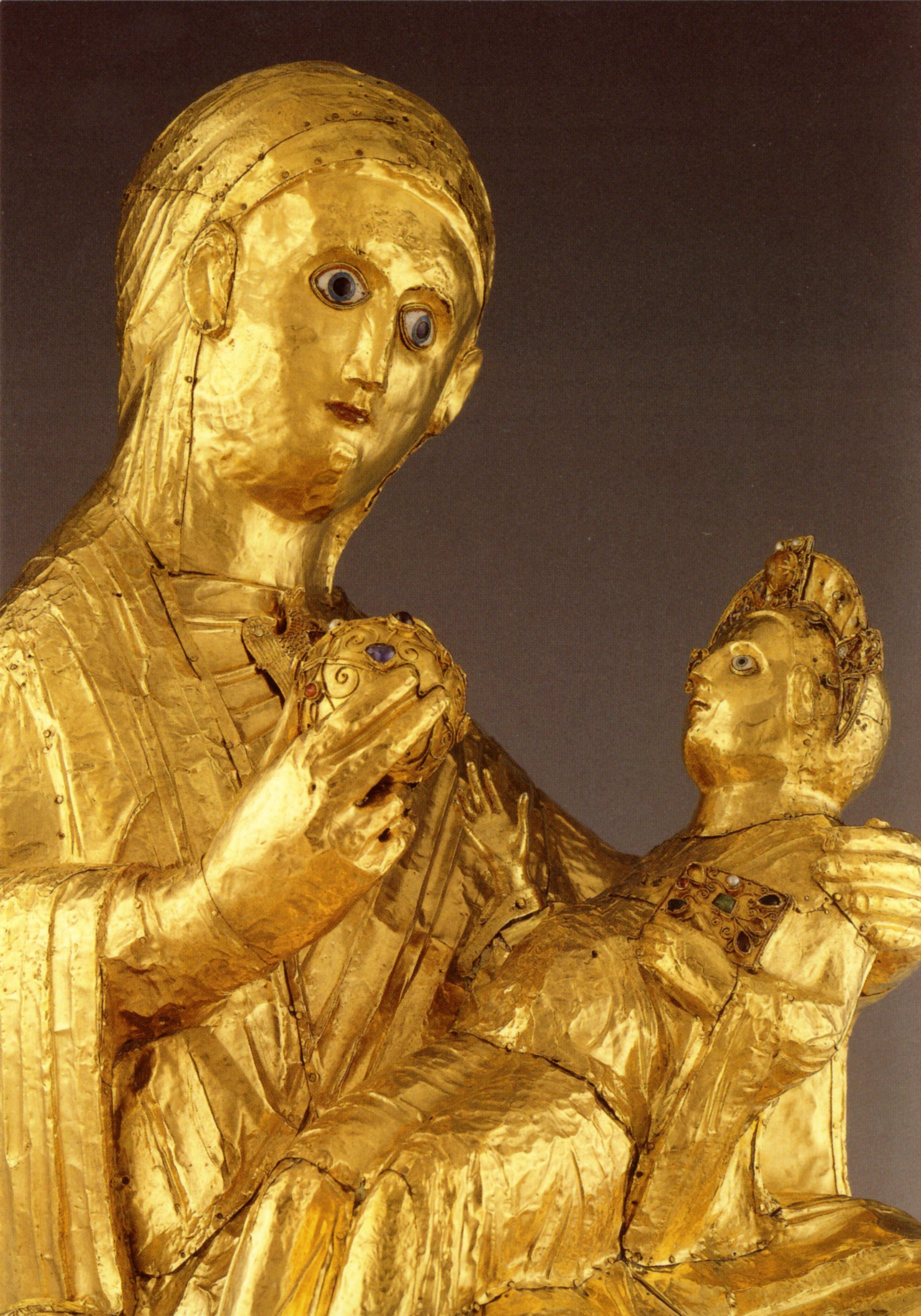
Primer plano de la escultura

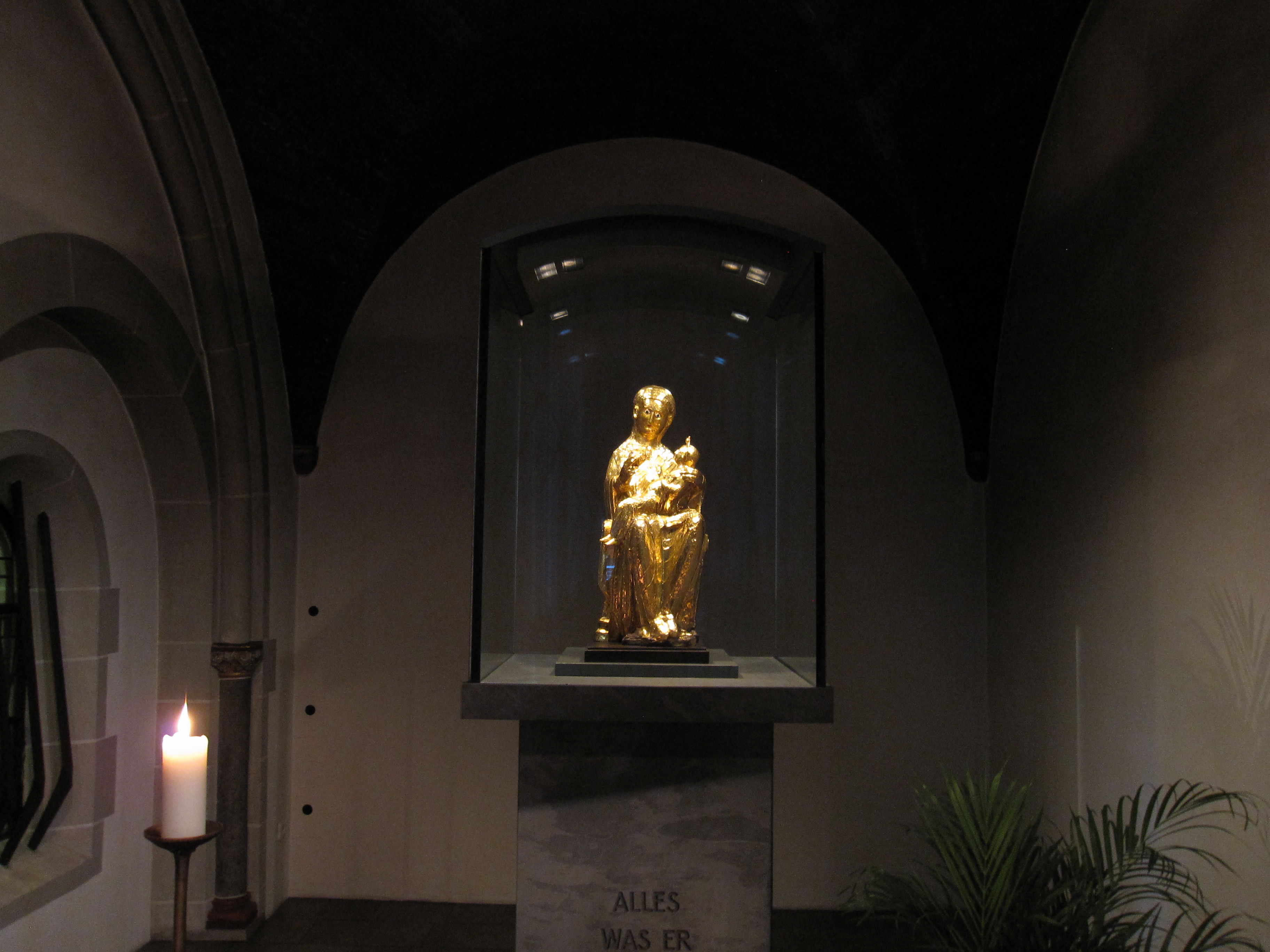
Capilla y escultura

La virgen dorada de Essen es una escultura que representa a María con el niño Jesús exhibida en la capilla de María de la catedral de Essen. Parece ser que fue esculpida en Colonia y trasladada a Essen alrededor del año 1000. La figura porta una manzana, por lo que ha sido calificada por algunos autores como una «nueva Eva». El núcleo de madera de la estatua fue sustituido hacia 1902.